# Slag bij Arke
De Slag bij Arke werd op 4 april 1303 geleverd in de Franse gemeente Arken tussen troepen uit het graafschap Vlaanderen, 5000 man en mogelijk meer bestaande uit 5 groepen afkomstig uit Ieper, Sint-Winoksbergen, Kassel en Veurne-Ambacht onder leiding Willem van Gulik, de kleinzoon van graaf Gwijde van Dampierre  en een duidelijk kleiner Franse leger voornamelijk bestaande uit zware cavalerie onder leiding van Guy de Châtillon, connétable van Frankrijk.

## De situatie na 11 juli 1302
De Guldensporenslag liep faliekant af voor de Franse koning en schudde de kaarten grondig door elkaar. Filips IV van Frankrijk verzamelde haastig een nieuw leger onder een nieuwe commandant, Guy de Châtillon. De Vlamingen onder leiding van Willem van Gulik de Jongere hielden de Franse troepen in het oog toen deze oprukten om het verloren terrein te heroveren. Op 30 augustus 1302 stonden ze oog in oog tussen Atrecht en Dowaai. Beide partijen zochten een oplossing via onderhandelingen.
De Vlamingen vroegen:
- vrijlating van hun graaf Gwijde van Dampierre en zijn beide zonen Willem Crèvecoeur en Robrecht III van Vlaanderen
- amnestie voor alle Vlamingen
- beide zonen beloofden een bedevaart naar Jeruzalem te ondernemen

De Fransen wezen deze voorstellen af en eisten:
- erkenning van de Franse koning als enige leenheer
- uitlevering van iedereen die aan de Brugse Metten had deelgenomen

Jan van Renesse, Vlaams onderhandelaar samen met Jan van Gavere, heer van Schorisse, gekrenkt door de Franse voorwaarden, onderhandelde een paar dagen. Uiteindelijk trokken beide legers zich terug, de Fransen naar Atrecht, de Vlamingen naar Dowaai. Filips IV liet zijn leger terugkeren naar Frankrijk, omdat hij vreesde dat zijn troepen niet opgewassen waren tegen de Vlamingen. Bovendien stond de winter voor de deur.

## De slag
In het voorjaar van 1303 trok het Franse leger op naar Sint-Omaars. Willem verbleef met de hoofdmacht bij Dowaai en stuurde een bode naar de Franse bevelhebber om hem aan te manen zijn opmars af te breken. Châtillon antwoordde dat Gulik maar moest handelen Overeenkomstig wat hij dacht dat God van hem verwachtte.
De Vlamingen trokken op naar Arken dat zwak werd verdedigd, doodden er zestig voetknechten en staken de stad in brand. De Châtillon haastte zich naar Arken. Gulik stelde zijn voetvolk, vooral Ieperlingen, op in een 'kroon', een hoefijzervormige opstelling waarbij de pieken en de goedendags naar de aanvallers wijzen. Urenlang trachtten de Fransen deze formatie te doorbreken, zonder succes. Ten slotte gaven ze de strijd op en trokken ze zich terug achter de muren van Sint-Omaars om aan een eventuele aanval van de Vlamingen te kunnen weerstaan. Die lieten de Fransen toen ongemoeid.
Ondanks het verlies van 3000 man won Gulik de Slag bij Arke en belette de Fransen voorlopig het Vlaamse graafschap binnen te dringen.

## Verder verloop
In 1304 werd er opnieuw onbeslist slag geleverd in de Slag bij Pevelenberg. Het Verdrag van Athis-sur-Orge in 1305 met Frankrijk leidde voor Vlaanderen tot een zware financiële last.
Aan de noordelijke zijde leverde het graafschap Vlaanderen strijd tegen het graaf van Holland en Henegouwen Jan II van Avesnes om Zeeland. Dat leidde uiteindelijk in 1304 tot een Hollandse overwinning ter zee in de Slag bij Zierikzee met steun de Fransen.